# Kakao M
La Kakao M (카카오엠?), in precedenza Seoul Records (서울 음반?, 1978–2000, 2005–2008), YBM Seoul Records (2000–2005) e LOEN Entertainment (2008–2018), è un'etichetta discografica sudcoreana.

## 1theK
In precedenza nota come Kakao M, ha cambiato nome a febbraio 2014. È il braccio di produzione di contenuti dell'etichetta, responsabile dell'assistenza alle agenzie con la produzione degli album, dalla registrazione alla vendita.

## Artist Biz
È il ramo interno di gestione degli artisti, anche conosciuto come Kakao M Artist. Ha due sottodivisioni, Kakao M Tree e Collabodadi. Vi appartiene anche la Starship Entertainment.

## Riconoscimenti
| Anno | Premio                                 | Categoria                                     | Ricevente          | Risultato       |
| ---- | -------------------------------------- | --------------------------------------------- | ------------------ | --------------- |
| 2011 | Premi digitali di Chosun Ilbo          | Marchio più fidato (servizi di musica online) | MelOn              | Vincitore/trice |
| 2011 | Premio coreano alle app                | Miglior applicazione d'intrattenimento        | MelOn              | Vincitore/trice |
| 2012 | Premi digitali di Chosun Ilbo          | Marchio più fidato (servizi di musica online) | MelOn              | Vincitore/trice |
| 2012 | Premi all'innovazione digitale coreana | Gran Premio (contenuti digitali)              | LOEN Entertainment | Vincitore/trice |
| 2013 | Premi k-pop della Gaon Chart           | Distribuzione musicale (online)               | LOEN Entertainment | Vincitore/trice |